# 무니르 엘 함다우이
무니르 엘 함다우이 (Mounir El Hamdaoui, 1984년 7월 14일 ~ )는 모로코의 전 축구 선수로, 현역 시절 포지션은 공격수였다.